# Göran Stenport
Kurt Göran Stenport, född 6 november 1933 i Sankt Görans församling i Stockholm, är en svensk läkare. Han lanserade ballongvidgningen av kranskärl i Sverige och drev samarbetsprojektet Hjärtkateterisering med tryckmätning i Linköping mellan röntgen (Göran Stenport) och klinisk fysiologi (Nils-Holger Areskog).
Stenport, som tjänstgjort som överläkare, har även varit framgångsrik idrottsman. År 1964 tog han elitmärket i golf och 1976 samt 1980 var han lagkapten för herrlandslagslaget i golf då de tog EM-guld, 1976 i Murhof i Österrike och 1980 i Düsseldorf i Tyskland. År 1975, 1977 och 1978 blev han svensk veteranmästare i squash.
Han är sedan 1965 gift med Karin Stenport (född 1943).